# Raslesten
En raslesten eller ranglesten er et fossil i form af en kuglerund hul flintknold (kugleflint) med et løst fossil indeni. Det er en forstening af en kiselsvamp, hvor noget af svampen er gået i opløsning inde i flinteknolden og derfor ligger løst. Derfor giver flinteknolden en raslende lyd, når man ryster den, hvoraf navnet.

## Alder
Raslesten er en forstening af svampen Plinthosella resonans fra Kridttiden.

## Forekomst
Raslesten kan i Danmark findes ved Møns Klint og Stevns Klint.